# OMD Live: Architecture & Morality & More
OMD Live: Architecture & Morality & More és un àlbum en directe del grup de synthpop britànic Orchestral Manoeuvres in the Dark, enregistrat al Hammersmith Apollo londinenc el 19 de maig del 2007. També s'edità un DVD amb aquest concert.
El disc conté els 9 temes del seu aclamat disc de 1981 Architecture & Morality, juntament amb una selecció dels grans èxits de la banda. Fou publicat el mes d'abril de 2008.

## Temes

### CD

#### Edició britànica
1. Architecture & Morality
2. Sealand
3. The new Stone Age
4. Georgia
5. She's leaving
6. Souvenir
7. Joan of Arc
8. Joan of Arc (Maid of Orleans)
9. The Beginning and the End
10. If you leave
11. (Forever) Live and Die
12. Pandora's Box
13. Locomotion
14. Sailing on the seven seas
15. Enola Gay
16. Electricity
17. The Romance of the Telescope

#### US release
1. Architecture & Morality
2. Sealand
3. The new Stone Age
4. Georgia
5. She's leaving
6. Souvenir
7. Joan of Arc
8. Joan of Arc (Maid of Orleans)
9. The Beginning and the End
10. If you leave
11. (Forever) Live and Die
12. Enola Gay
13. Electricity

### DVD
1. Architecture & Morality
2. Sealand
3. The new Stone Age
4. Georgia
5. She's leaving
6. Souvenir
7. Joan of Arc
8. Joan of Arc (Maid of Orleans)
9. The Beginning and the End
10. Messages
11. Tesla Girls
12. (Forever) Live and Die
13. If you leave
14. Pandora's Box
15. Talking Loud and Clear
16. So in love
17. Locomotion
18. Sailing on the seven seas
19. Enola Gay
20. Walking on the Milky Way
21. Electricity
22. The Romance of the Telescope